# Mikko Lindström
Mikko Viljami Lindström (født 12. august 1976 nær Klaukkala, Finland) er guitarist i det finske rock band HIM. Linde bor i Klaukkala i Finland.